# Academia Sudafricana de las Artes y las Ciencias
La  Academia Sudafricana de las Artes y las Ciencias (en afrikáans  Suid-Afrikaanse Akademie vir Wetenskap en Kuns) fue fundada por el general James Barry Munnik Hertzog como organismo promotor de la lengua y la literatura en neerlandés en Sudáfrica. El 2 de julio de 1909, la Convención nacional de Bloemfontein reunió a los 30 primeros miembros de este organismo para establecer una academia sudafricana para la lengua, la literatura y las artes (Zuid-Afrikaanse Akademie voor Taal, Letteren en Kunst). Su objetivo era « el mantenimiento y la promoción de la lengua y la literatura holandesa y del arte y la arqueología sudafricanas», precisando : « Al hablar de holandés, entendemos las dos formas usadas en Sudáfrica ». Por tanto el objetivo inicial era promover no solo el neerlandés, sino también el afrikáans. El nombre de la academia se modificó en 1942 al actual.
Relacionada con Fundación Simon van der Stel y otras instituciones, esta academia se ha seguido interesando en la historia sudafricana, la arqueología, las ciencias y el afrikáans, sobre todo con premios como el premio Hertzog.
Su comisión lingüística se encargaba al principio de establecer una ortografía uniforme del afrikáans, pero con el tiempo ha tenido más en consideración el uso. Esta política sabia y prudente ha permitido que sus reglas sean aceptadas como normativas. Sus decisiones se van manifestando cada vez más en listas de palabras y reglas lingüísticas en el idioma. Las últimas ediciones son de 1991 (octava) y 2002 (novena).